# GD Vilar de Perdizes
El GD Vilar de Perdizes es un equipo de fútbol de Portugal que juega en la Liga Regional de Vila Real, la quinta división nacional.

## Historia
Fue fundado el 13 de septiembre de 1976 en la ciudad de Vilar de Perdizes del distrito de Vila Real como miembro afiliado a la Asociación de Fútbol de Vila Real e inscrito en la Federación Portuguesa de Fútbol con el número 772. Cuenta con secciones de fútbol sala y fútbol 7 en varias categorías.
En su historia cuenta con pocas apariciones en la Copa de Portugal, donde destacó en la temporada 2019/20 donde fue eliminado en la segunda ronda por el AD Fafe luego de eliminar al SC Vianense en la ronda anterior, y en la temporada 2021/22 logra el ascenso al Campeonato de Portugal por primera vez en su historia.

## Palmarés
- División de Honra de Vila Real: 2

2011/12, 2021/22